# Mario García Menocal

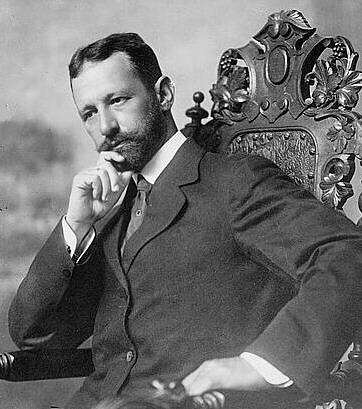
Mario García Menocal tijdens zijn presidentschap

Mario García Menocal (* 17 december 1866 in Jagüey Grande, Cuba - 1941 in Santiago de Cuba, Cuba) was een Cubaans vrijheidsstrijder en politicus. Generaal Menocal was van 1913 tot 1921 de derde president van de Republiek Cuba.
Mario García Menocal was een van de jongste generaals in de onafhankelijkheidsstrijd tegen kolonisator Spanje. Na de onafhankelijkheid werd hij eigenaar van een van de grootste suikermolens, de „Central Chaparra“ in Oriente.
Als kandidaat van de Conservatieve Partij werd hij in 1912 gekozen tot vicepresident. In 1913 werd hij president van Cuba.
Cuba was onder zijn bewind politiek en economisch sterk afhankelijk van de Verenigde Staten. Toen de VS in april 1917 de oorlog aan Duitsland verklaarden volgde Cuba onmiddellijk. In december 1917 volgde de Cubaanse oorlogsverklaring aan Oostenrijk-Hongarije.
Mario García Menocal mobiliseerde de strijdkrachten maar dat kon geen rol spelen in de Eerste Wereldoorlog. 
Tijdens het bewind van zijn opvolger Gerardo Machado ontvluchtte Mario García Menocal Cuba. Na een korte ballingschap in de Verenigde Staten gaf een volksopstand hem de kans om terug te keren